# Muhammed Baygül
Muhammed Mustafa Baygül (Çankaya, 3 giugno 1992) è un cestista turco.

## Palmarès
- Eurocup: 1

Darüşşafaka: 2017-18
- FIBA Europe Cup: 1

Bahçeşehir: 2021-22